# 药物自由化

常见娱乐性药物 (包括烟酒) 的成瘾性、人身和社会伤害

药物自由化（英語：Drug Liberalization）是一种政策主张，即逐步合法化或除罪化部分处方药物及娛樂性藥物的使用；减少、废除其禁令。或实施类似于酒精、咖啡因和烟草的分级监管制度而不是禁止。
药物自由化的支持者认为，合法化将消灭非法毒品市场，消除販毒相关的有组织犯罪，降低执法成本和监禁率。他们认为，禁止大麻、阿片类药物、可卡因、苯丙胺和致幻剂等娱乐性药物是无效且适得其反的。此外，他们还认为，在管制药物时应考虑其危害。酒精、烟草和咖啡因等高健康危害或成瘾性药物几个世纪以来一直是许多文化的传统组成部分，在大多数国家仍然合法，但其他健康危害或成瘾性小于酒精、咖啡因或烟草的药物则被完全禁止，持有此类药物将受到严厉的刑事处罚。
反对者认为，这会增加吸毒者的数量，增加治安犯罪，并对吸毒者身体产生不良影响。